# Arsène Do Marcolino
Arsène Do Marcolino (ur. 26 listopada 1986 w Libreville) – gaboński piłkarz grający na pozycji środkowego obrońcy. Jest bratem Fabrice’a Do Marcolino również piłkarza i reprezentanta kraju.

## Kariera klubowa
Karierę piłkarską Do Marcolino rozpoczął w klubie FC 105 Libreville. W 2002 roku zadebiutował w jego barwach w pierwszej lidze gabońskiej. W zespole tym grał przez rok.
Na początku 2003 roku Do Marcolino został piłkarzem francuskiego Stade Rennais. Nie przebił się jednak do składu i nie rozegrał w Rennes żadnego meczu. Latem 2003 odszedł do trzecioligowego AS Angoulême. W latach 2004–2007 był piłkarzem rezerw RC Lens i grał w czwartej lidze. W 2008 roku przeszedł do Les Herbiers VF, występującego w piątej lidze.

## Kariera reprezentacyjna
W reprezentacji Gabonu Do Marcolino zadebiutował w 2006 roku. W 2010 roku został powołany przez selekcjonera Alaina Giresse’a do kadry na Puchar Narodów Afryki 2010.